# Пенин, Александр Николаевич
Александр Николаевич Пенин (01.11.1940-24.02.2016) — российский учёный в области лазерной физики, лауреат Государственной премии СССР (1983).
Родился 01.11.1940 в Москве в семье физиков. Отец — выдающийся советский учёный Николай Алексеевич Пенин (1912—2013).
Окончил физический факультет МГУ (1964) и был оставлен на кафедре радиофизики СВЧ, в лаборатории квантовой радиофизики.
С 1965 г. на кафедре волновых процессов: младший, старший научный сотрудник, зав. лабораторией квантовой оптико-терагерцовой фотоники. С 1993 г. профессор кафедры квантовой радиофизики/квантовой электроники. Читал курсы «Физика лазеров», «Корреляционная спектроскопия».
Кандидат физико-математических наук (1970). Доктор физико-математических наук (1982). Профессор (1996). Диссертации:
- Экспериментальное исследование многоквантовых процессов в СВЧ и оптическом диапазонах : диссертация … кандидата физико-математических наук : 01.00.00. — Москва, 1970. — 125 с. : ил.
- Спектроскопия параметрического рассеяния света : диссертация … доктора физико-математических наук : 01.04.03. — Москва, 1982. — 278 с. : ил.

Руководитель научной школы «Квантовые явления в нелинейной оптике».
Лауреат Государственной премии СССР (1983) в составе авторского коллектива за цикл работ «Открытие и исследование явления параметрического рассеяния света и его применение в спектроскопии и метеорологии» (1966—1981).
Сочинения:
- Д. Н. Клышко, А. Н. Пенин, «Перспективы квантовой фотометрии», УФН, 152:4 (1987), 653—665
- Д. Н. Клышко, А. Н. Пенин, «Квантовая фотометрия с помощью параметрического рассеяния света», УФН, 145:1 (1985), 147—149
- Д. Н. Клышко, А. Н. Пенин, Б. Ф. Полковников, «Измерение показателя преломления в кристаллах ADP и KDP в инфракрасной области с помощью параметрического рассеяния света», Квантовая электроника, 1971, 5, 122—126